# Уоссон, Крейг
Крейг Уоссон (англ. Craig Wasson; род. 15 марта 1954) — американский актёр, наиболее известный по роли Джейка Скалли в фильме «Двойник тела».

## Карьера
Крейг Уоссон дебютировал в кинематографе в 1977 году в триллере «Русские горы». В 1978 году он снялся в двух фильмах о войне во Вьетнаме: «Парни из роты С» и «Иди и скажи спартанцам». В 1981 году он сыграл роль Дэвида в фильме «История с привидениями». В 1982 году Уоссон был номинирован на премию «Золотой глобус» в номинации «Лучший дебют актёра» за роль в фильме «Четверо друзей». В 1984 году Уоссон снялся в роли Джейка Скалли в триллере Брайана де Пальмы «Двойник тела», а в 1987 году исполнил роль доктора Нейла Гордона в фильме ужасов «Кошмар на улице Вязов 3: Воины сна».
На телевидении Уоссон играл роль Дага Эберта в мыльной опере «Одна жизнь, чтобы жить». Кроме того, он снимался в эпизодах таких телесериалов, как «Улицы Сан-Франциско», «Досье детектива Рокфорда», «Супруги Харт», «Лу Грант», «МЭШ», «Закон Лос-Анджелеса», «Доктор Куин, женщина-врач», «Она написала убийство», «Звёздный путь: Глубокий космос 9», «Крутой Уокер: Правосудие по-техасски», «Профайлер», «Практика» и других .
Последней на данный момент работой Уоссона в кино стала роль в фильме 2006 года «Снежная гора». Также Уоссон работает в качестве чтеца аудиокниг, например, романов Стивена Кинга.